# Philippe Ariès
Philippe Ariès (Blois, 1914. július 21. – Párizs, 1984. február 8.) francia történész, a gyermekkortörténet és családtörténet írás úttörője.

## Életpályája
Félbeszakadt egyetemi tanulmányok után történelmet tanított egy minta középiskolában. 1942-től különböző mezőgazdasági szervezetek szakértőjeként tevékenykedett. A szakmai körökben csak „vasárnapi történész”-nek nevezett Philippe Ariès a kutatói készségeket a gyakorlatból autodidaktaként elsajátítva, irányzatoktól függetlenül dolgozott.
Új utakat keresett nemcsak témaválasztását illetően, hanem kutatásmetodikai szempontból is. 1948-ban megjelent könyve - Histoire des populations françaises et de leurs attitudes devant la vie depuis le XVIIIe siècle ('A francia népesség és az élettel szembeni magatartásának története a XVIII. századtól') - történeti demográfiai módszerekkel írt mentalitástörténeti tanulmányok sorozata. L'enfant et la vie familiale sous l'Ancien Régime, 1960. ('A gyermek és a családi élet az ancien régime korában') c. műve a gyermek- és családtörténeti kutatások egész sorának lett ösztönzője.
Nagy jelentőségű és sok vitát kiváltó tézisei szerint: 
- 1. a gyermekkel való bánásmód sokkal inkább a társadalmi, mint a természeti feltételek függvénye;
- 2. a gyermekkor mint megkülönböztetett életkori szakasz csak a polgárosodás kezdetétől határolódik el.

## Művei (válogatás)
- Les traditions sociales dans les pays de France. Paris, 1943
- Histoire des populations françaises et de leurs attitudes devant la vie depuis le XVIIIe siècle. Paris, 1948
- L'enfant et la vie familiale sous l'Ancien Régime. Paris, 1960
- Histoire de la vie privée. (Georges Dubyvel szerk.) Paris, 1985

## Magyarul
- Gyermek, család, halál. Tanulmányok; utószó Szapor Judit, vál. Ádám Péter, Szapor Judit, ford. Csákó Mihály, Szapor Judit; Gondolat, Bp., 1987 (Társadalomtudományi könyvtár)